# جودي ريبيك
جودي ريبيك (مواليد 15 أغسطس 1945) كاتبة كندية وصحفية وناشطة سياسية ونسوية.

## بداية حياتها
ولدت ريبيك في رينو، نيفادا، وانتقلت وعائلتها إلى تورنتو عندما كانت في التاسعة من عمرها.أصبحت ناشطة اشتراكية في السبعينيات، وانضمت إلى الجماعة الماركسية الثورية. كانت عضوًا في خليفتها، رابطة العمال الثوريين، وكتبت مقالات  لصحيفة RWL، الصوت الاشتراكي، حتى تركت المنظمة في أوائل الثمانينيات.

## حياتها المهنية
الثمانينيات
اكتسبت ريبيك مكانة بارزة لأول مرة في دورها كمتحدثة باسم تحالف أونتاريو لعيادات الإجهاض، وهي مجموعة مؤيدة للاختيار، في الثمانينيات.
في عام 1983، عندما هاجم رجل هنري مورجينتالر بمقصات الحديقة خارج عيادة الإجهاض في تورنتو، منعت ريبيك الهجوم، ونجا مورجينتالر دون أن يصاب بأذى. اتُهم أوغوستو دانتاس بالاعتداء وحيازة سلاح يشكل خطورة على الصالح العام.
أصبحت ناشطة في منتصف الثمانينيات مع مجموعة داخلية داخل الحزب الديمقراطي الجديد في أونتاريو تسمى «حملة من أجل حزب ناشط». على الرغم من أن حزب العمل الشيوعي قد ولّد درجة كبيرة من الدعم الشعبي، إلا أنها عارضته من قبل مؤسسة الحزب، بما في ذلك زعيم الحزب بوب راي، وفشل. خسرت ريبيك محاولتها لتصبح رئيسة للحزب، وخسرت أمام جيليان ساندمان، 818 صوتًا مقابل 361. في انتخابات المقاطعات لعام 1987، كانت مرشحة الحزب الوطني الديمقراطي في ضواحي تورنتو من مدينة أوريول، حيث احتلت المركز الثالث بنسبة 16.7٪ من الأصوات، وخسرت. إلى شاغل المنصب، الوزيرة الليبرالية إلينور كابلان.
كما عملت ريبيك في جمعية السمع الكندية خلال السبعينيات والثمانينيات كمدير مشاريع خاصة.
التسعينيات
أصبحت ريبيك شخصية معروفة على المستوى الوطني كرئيسة للجنة العمل الوطنية حول وضع المرأة من عام 1990 إلى 1993. وكانت قد شاركت في استضافة برنامج مناظرة وقت الذروة يسمى Face Off على نيوز وورلد سي بي سي من 1994 إلى 1998 ثم نقاش نسائي عرض مباشرة من الورك، حتى عام 2000. كانت معلقًا منتظمًا على CBC TV's Sunday Report و CBC Radio. كانت خلال ذلك الوقت أيضًا كاتبة عمود في Elm Street و London Free Press و CBC Online.
عام 2000
مع جيم ستانفورد، سفيند روبنسون وليبي ديفيز، ساعدت في قيادة مبادرة السياسة الجديدة، وهي حركة عملت داخل وخارج الحزب الديمقراطي الجديد لإعادة تركيزه كحزب ناشط. تم رفض برنامج NPI في مؤتمر الحزب الوطني الديمقراطي لعام 2001 في وينيبيغ. لقد بدأت عملية التراجع عن NPI في عام 2003، مدعية أن العديد من مُثُلها قد تبناها زعيم الحزب الجديد جاك لايتون.
في عام 2005، نشرت عشرة آلاف وردة: صنع ثورة نسوية، والتي تغطي الحركات النسوية في كندا من الستينيات حتى التسعينيات. كما قامت بنشر «القوة التحويلية: من الشخصي إلى السياسي» (2009). من عام 2002 إلى عام 2011، خدمت ثلاث فترات متتالية كرئيسة عمال السيارات الكنديين - سام جيندين في العدالة الاجتماعية والديمقراطية في جامعة رايرسون في تورنتو، أونتاريو.
شاركت ريبيك، وهي يهودية، في الاحتجاجات ضد الأعمال العسكرية لدولة إسرائيل في نزاع غزة عام 2009.
2010 إلى الوقت الحاضر
بعد اختتام قمة مجموعة العشرين في تورنتو في يونيو 2010، اقترح ريبيك أن الشرطة لم تعالج بشكل كاف مشكلة متظاهري الكتلة السوداء الذين تسببوا في أضرار في الممتلكات، قائلاً في ذلك الوقت، «ما كان بإمكانهم فعله هو اعتقال الكتلة السوداء في في البداية قبل أن تتاح لهم الفرصة ليكونوا جزءًا من الحشد الأكبر، وهذا ما لم يفعلوه».
بدأت ريبيك زيارة معسكرات احتلوا بداية من حديقة زوكوتي في نيويورك في 16 أكتوبر 2011، بعد أن انفجرت الحركة في النمو بين عشية وضحاها وتم إنشاء معسكرات في مدن في جميع أنحاء الولايات المتحدة وكندا. بدأت في الترويج لحركة احتلوا، وفي مارس 2012 صدر كتابها احتلوا هذا من قبل.
تم إصدار مذكراتها، أبطال في رأسي، في عام 2018.شكل الكتاب جزءًا من أساس الفيلم الوثائقي لمايك هولبوم جودي مقابل الرأسمالية، والذي صدر في عام 2020.